# Forest Hills Tennis Classic 2008
Forest Hills Tennis Classic 2008 — жіночий тенісний турнір, що проходив на відкритих кортах з твердим покриттям. Це був 5-й за ліком Forest Hills Tennis Classic. Належав до турнірів 4-ї категорії в рамках Туру WTA 2008. Відбувся в Форест-Гіллс (Нью-Йорк, США) і тривав з 19 до 23 серпня 2008 року.

## Переможниці та фіналістки

### Одиночний розряд
Луціє Шафарова —  Пен Шуай, 6–4, 6–2
- Для Шафарової це був 1-й титул за рік і 4-й - за кар'єру. Це була її друга перемога на цьому турнірі.